# Coelotes prolixus
Coelotes prolixus là một loài nhện trong họ Amaurobiidae.
Loài này thuộc chi Coelotes. Coelotes prolixus được miêu tả năm 1990 bởi Jia-Fu Wang et al..